# Парк Перемоги (Антрацит)
Парк імені Перемоги — об'єкт  природно-заповідного фонду України, що має статус парку-пам'ятки садово-паркового мистецтва місцевого значення. Розташований у центрі Антрацита. Загальна площа — 25 га.
Статус парка-пам'ятки садово-паркового мистецтва місцевого значення був наданий рішеннями виконкому Ворошиловградської обласної ради народних депутатів № 300 від 12 липня 1980 року, № 247 від 28 червня 1984 року.
Заснований 1932 року зусиллями місцевих шахтарів і учнів шкіл. У парку налічується близько 50 видів дерев і чагарників, серед яких представлені види клену, тополі, ясену, в'язу, берези, черемхи, гіркокаштан звичайний, горобина, липа, горіх волоський, дуб звичайний, верба ламка, гледичія колюча, акація біла, ялина. Також зростає багато плодових дерев і чагарників (яблуня, вишня, груша, абрикос, черешня та інші). Парк облаштований фонтаном (у центральній частині), спортивним майданчиком, літнім театром та кафе.